# Comuna Bezuhlivka, Zhurivka
Bezuhlivka (în ucraineană Безуглівка) este o comună în raionul Zhurivka, regiunea Kiev, Ucraina, formată din satele Bezuhlivka (reședința) și Sloboda.

## Demografie
Componența lingvistică a comunei Bezuhlivka
     Ucraineană (98,26%)
     Rusă (1,55%)
     Alte limbi (0,19%)
Conform recensământului din 2001, majoritatea populației comunei Bezuhlivka era vorbitoare de ucraineană (98,26%), existând în minoritate și vorbitori de rusă (1,55%).